# Cosmocephalus tanakai
Cosmocephalus tanakai är en rundmaskart som beskrevs av Rodrigues och Vincente 1963. Cosmocephalus tanakai ingår i släktet Cosmocephalus och familjen Acuariidae. Inga underarter finns listade i Catalogue of Life.